# Novotroitski (Iaroslàvskaia)
|  | Per a altres significats, vegeu «Novotroitski». |

Novotroitski - Новотроицкий (rus) - és un khútor del krai de Krasnodar, a Rússia. Es troba a la capçalera del riu Txokhrak, afluent del Labà, a 31 km al nord-oest de Mostovskoi i a 130 km al sud-est de Krasnodar, la capital.
Pertany al municipi de Iaroslàvskaia.